# Rebeliunea legionară

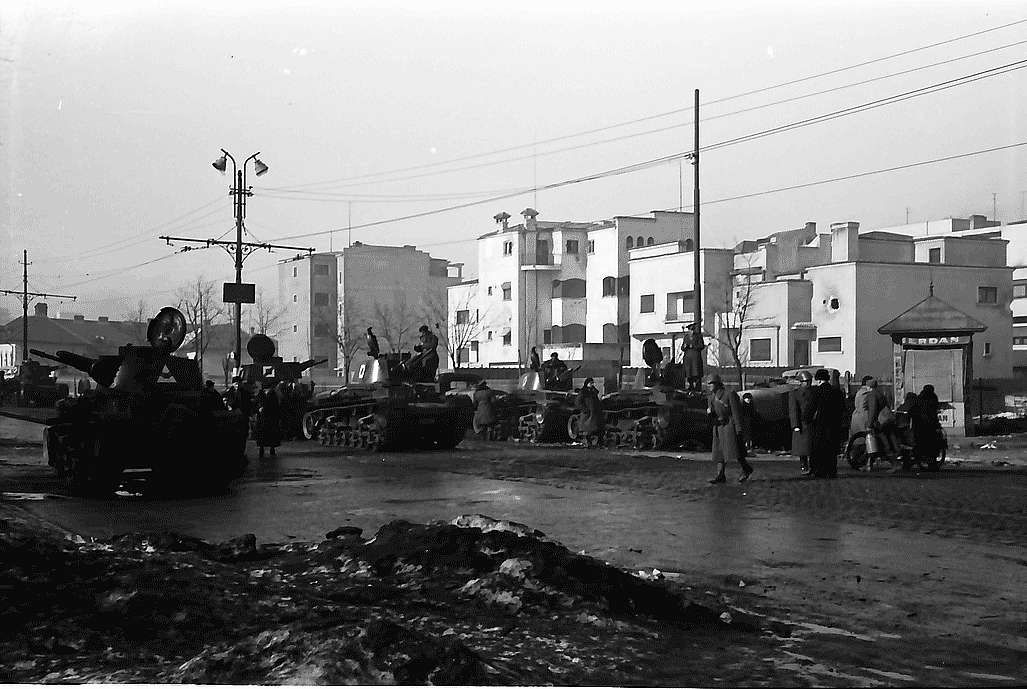
Tancuri R-2 la colțul străzii Roma după rebeliunea legionară

Rebeliunea legionară a reprezentat despărțirea violentă dintre Mișcarea Legionară, condusă de Horia Sima, și miniștrii militari susținuți de Ion Antonescu. Această acțiune a venit în urma unei colaborări de doar 3 luni dintre legionari și militari, colaborare sistată în urma acumulării de disensiuni între cele doua forțe conducătoare din România.
În cursul său, grupările legionare au aplicat tactici teroriste, vizând populația Bucureștiului și în mod special populația evreiască din oraș, crimele comise în acest context purtând și numele de Pogromul de la București.
În vederea declanșării ostilităților, legionarii aveau în dotare 5.018 revolvere cu 30.422 gloanțe, și 571 arme militare cu 21.851 de cartușe. Acestea au fost procurate prin intermediul instituțiilor controlate de legionari. În istoriografie există unele păreri care susțin faptul că Mișcarea Legionară ar fi avut parte de sprijinul Führer-ului în declanșarea rebeliunii. Aceasta informație este dezmințită de faptul că în urma întrevederii Adolf Hitler- Ion Antonescu din 14 ianuarie 1941, Führer-ul ar fi spus că Antonescu este singurul om capabil de a călăuzi destinele României" . Mișcarea Legionară se bucura de simpatizanți în rândul NSDAP-ului. Simpatizanți ce au facilitat înarmarea Gărzii dupa cum o relevă documentele de arhivă înarmarea legionarilor s-a facut prin intermediul SS Obersturmfuhrer-ului Otto Albrecht von Bolschewing, probabil cu aprobarea lui Heydrich și Himmler. La 16 ianuarie 1941, toți șefii de cuib din organizațiile legionare ale Capitalei au fost convacați pentru a fi puși la curent cu ultimele evenimente politice și a primi îndrumări pentru o viitoare acțiune. Fitilul a fost aprins de asasinarea maiorului Helmuth Döring în fața hotelului Ambasador. Constantin Petrovicescu este înlocuit cu generalul Dimitrie Popescu din funcția de ministru al internelor. În dimineața ZILEI de 21 ianuarie 1941, noii numiți în funcțiile deținute de Ghika și Maimoca se prezintă pentru a-și lua în primire posturile, însă înlocuirea nu se poate face din cauză că demișii se baricadează în localul Siguranței împreună cu 50 de legionari conduși de inspectorul Baciu. Horia Sima ordonă începerea luptei supreme pentru biruința legionară. Legionarii înarmați cu tot felul de arme și având în posesie chiar și un tanc cu tun, constituie o amenințare la adresa ordinii publice. Din acest motiv generalul decide să treacă la represiune. În noaptea de 21/22 ianuarie are loc destituirea telegrafică a tuturor prefecților din țară și înlocuirea lor cu șefi militari locali. Mihail Sturdza este primul legionar arestat. Se dau instrucțiuni ca oriunde legionarii se supun să fie tratați cu omenie, iar în cazul în care se rezistă energic împotriva forțelor de ordine să se facă uz de armele din dotare. În ceea ce privește sprijinul misiunii militare germane pentru legionari acesta nu s-a materializat. Prima reacție a Misiunii Wehrmacht-ului a avut loc după ora 18:15, sub forma unui ordin care alarma toate unitățile și dădea stingerea la ora 22. În mod expres s-a ordonat ca trupele să se țină departe de tulburarile politice interne în orice împrejurări. 
Rebeliunea legionară se dovedește a fi un fiasco în momentul în care Horia Sima înțelegea că nici poporul și nici armata nu se solidarizează cu gardiștii. În dimineața zilei de 23 ianuarie a apărut comunicatul lui Horia Sima în care le ordonă legionarilor să renunțe la luptă și să înceteze acțiunea de răzvratire. Capii rebeliunii fug în Germania sub protecția autorităților germane, în timp ce restul legionarilor sunt arestați. Cât despre ofițerii care și-au declarat simpatia pentru Mișcarea Legionară, aceștia sunt puși sub urmărire, încarcerați și trimiși mai târziu pe front în linia I. 
Totuși, rebeliunea a avut un caracter național, în marile orașe ale României desfășurându-se acțiuni legionare. Rebeliunea, desfășurată în contextul celui de-Al Doilea Război Mondial și al aderării României la Puterile Axei, a pus de asemenea capăt primei etape de alianță între legionari și Germania Nazistă, deoarece liderul german Adolf Hitler a preferat să-i acorde sprijinul său lui Ion Antonescu.
La 27 ianuarie 1941, Antonescu a format un nou guvern, alcătuit în principal din ofițeri, a căror sarcină era aceea de a asigura ordinea publică și administrarea eficientă, iar la 14 februarie 1941 Statul Național-Legionar a fost abrogat în mod oficial, instaurându-se dictatura militară a generalului Antonescu.

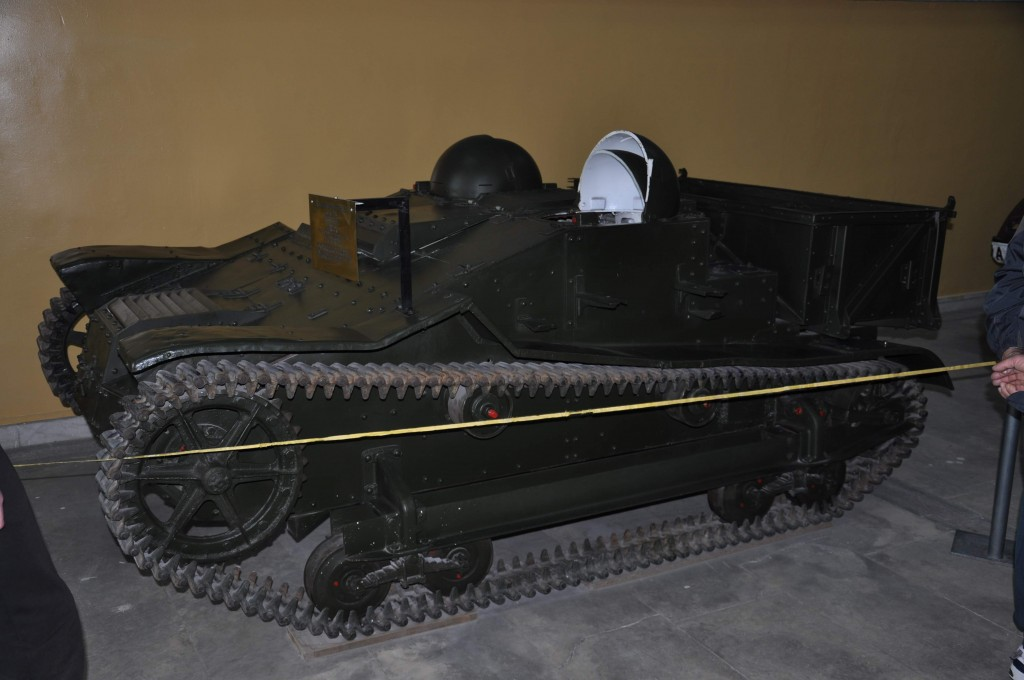
Uzinele Malaxa au fabricat sub licență 126 de șenilete Renault UE - Nicolae Malaxa le-a dat legionarilor două șenilete direct de pe linia de producție în timpul rebeliunii din 1941, fapt care a condus la confiscarea uzinelor de către statul român.

Cei implicați au avut două poziții diametral opuse. Cei din gruparea antonesciană susțin că Rebeliunea legionară a dus țara pe marginea prăpastiei. În anul 1944 s-au publicat chiar două volume intitulate Pe marginea prăpastiei. Legionarii au considerat că a fost o lovitură de stat a generalului Antonescu, care a urmărit să preia întreaga putere în stat, folosindu-se de armată pentru a-i îndepărta pe legionari de la putere.